# Свег
Свег (на шведски: Sveg) е град в централна Швеция, лен Йемтланд. Главен административен център на община Хередален. Разположен е около левия бряг на река Юснан. Намира се на около 360 km на северозапад от централната част на столицата Стокхолм и на около 120 km на югозапад от главния град на лена Йостершунд. Има жп гара и летище. Населението на града е 2547 жители според данни от преброяването през 2010 г.

## Личности
Родени
- Беатрисе Аск (р. 1956), шведска политичка

Свързани
- Хенинг Манкел (р. 1948), шведски пистел, живял в Свег